# Gerald Sommer
Gerald Sommer (* 27. Mai 1963 in Karlsruhe) ist ein deutscher Germanist. Er ist einer der besten Kenner des Werkes von Heimito von Doderer und arbeitet als freier Autor und Redakteur sowie als Herausgeber.

## Leben
Nach dem Abitur am Kant-Gymnasium in Karlsruhe studierte er Germanistik, Italianistik und Geschichte an der Universität Karlsruhe (TH) und der Freien Universität Berlin. 1999 wurde er mit der Dissertation „'Technische Mittel' - Fragmente einer Poetik des Schreibhandwerks. Dargestellt an den erzählerischen Werken Heimito von Doderers“ an der Universität Wien zum Dr. phil. promoviert.
Sommer ist Mitbegründer und seit 2008 Vorsitzender der Heimito von Doderer-Gesellschaft deren Stellvertretender Vorsitzender er seit dem Jahr 2000 war. Er veröffentlichte Monographien, Sammelbände und zahlreiche Aufsätze zum Werk des österreichischen Autors. Die Schwerpunkte seiner wissenschaftlichen Tätigkeit sind die Edition von Texten aus Doderers Nachlass, die Erforschung der erzähltechnischen Gestaltung seiner Werke und seine Stellung zum Nationalsozialismus.
Sommer lebt in Berlin.

## Werk

### Editionen
- Wendelin Schmidt-Dengler/Martin Loew-Cadonna/Gerald Sommer (Hrsgg.): Heimito von Doderer: Tagebücher 1920 - 1939. München: C. H. Beck 1996 (ISBN 3-406-40409-X).
- Heimito von Doderer/Hermann Swoboda: Briefwechsel 1936–1963. Hrsg. u. komm. v. Gerald Sommer. In: Kai Luehrs-Kaiser/Gerald Sommer (Hrsgg.): „Flügel und Extreme“: Aspekte der geistigen Entwicklung Heimito von Doderers (Schriften der Heimito von Doderer-Gesellschaft; 1). Würzburg: Königshausen & Neumann 1999 (ISBN 3-8260-1514-2), S. 11–47.
- Heimito von Doderer: Drei Briefe Heimito von Doderers zur Kurzprosa. Hrsg. u. komm. v. Gerald Sommer. In: Gerald Sommer/Kai Luehrs-Kaiser (Hrsgg.): „Schüsse ins Finstere“: Zu Heimito von Doderers Kurzprosa (Schriften der Heimito von Doderer-Gesellschaft; 2). Würzburg: Königshausen & Neumann 2001 (ISBN 3-8260-2076-6), S. 13–22.
- Heimito von Doderer: Zwei Fassungen von Heimito von Doderers „Die Lerche“. Hrsg. u. komm. v. Gerald Sommer. In: Gerald Sommer/Kai Luehrs-Kaiser (Hrsgg.): „Schüsse ins Finstere“: Zu Heimito von Doderers Kurzprosa (Schriften der Heimito von Doderer-Gesellschaft; 2). Würzburg: Königshausen & Neumann 2001 (ISBN 3-8260-2076-6), S. 23–41.
- Heimito von Doderer: Brief an Horst Wiemer vom 4. März 1952. Hrsg. v. Gerald Sommer. In: Heinz Ludwig Arnold (Hrsg.): Heimito von Doderer. München: edition text + kritik 2001 (TEXT + KRITIK; 150) (ISBN 3-88377-664-5), S. 30f.
- Heimito von Doderer: Materialien zur Krakenthematik in Heimito von Doderers Roman Die Dämonen. Hrsg. u. komm. v. Gerald Sommer. In: Gerald Sommer (Hrsg.): Gassen und Landschaften: Heimito von Doderers „Dämonen“ vom Zentrum und vom Rande aus betrachtet (Schriften der Heimito von Doderer-Gesellschaft; 3). Würzburg: Königshausen & Neumann 2004 (ISBN 3-8260-2921-6), S. 15–23.
- Heimito von Doderer: „Aide mémoire zu: 'Die Dämonen der Ostmark'“. Hrsg. u. komm. v. Gerald Sommer. In: Gerald Sommer (Hrsg.): Gassen und Landschaften: Heimito von Doderers „Dämonen“ vom Zentrum und vom Rande aus betrachtet (Schriften der Heimito von Doderer-Gesellschaft; 3). Würzburg: Königshausen & Neumann 2004 (ISBN 3-8260-2921-6), S. 39–72.
- Heimito von Doderer: Studien und Extremas. Aus den Skizzenbüchern der Jahre 1923–1939. Hrsgg. v. Gerald Sommer u. Martin Brinkmann. In: Sinn und Form 6/2006 (ISSN 0037-5756), S. 765–781.

### Monographien
- Gerald Sommer: Vom „Sinn aller Metaphorie“. Zur Funktion komplexer Bildgestaltungen in Heimito von Doderers Roman „Die Strudlhofstiege“ – Dargestellt anhand einer Interpretation der Entwicklung der Figuren Mary K. und Melzer. Frankfurt a. M. [u. a.]: Peter Lang 1994 (Europäische Hochschulschriften: Reihe 1, Deutsche Sprache und Literatur; 1452) (ISBN 3-631-46506-8).
- Gerald Sommer: Heimito von Doderer: „Technische Mittel“. Fragmente einer Poetik des Schreibhandwerks (Zur neueren Literatur Österreichs; 21). Wien: Braumüller 2006 (ISBN 3-7003-1572-4).

### Sammelbände
- Gerald Sommer/Wendelin Schmidt-Dengler (Hrsgg.): „Erst bricht man Fenster. Dann wird man selbst eines.“ Zum 100. Geburtstag von Heimito von Doderer. Riverside, CA: Ariadne Press 1997 (ISBN 1-57241-048-5).
- Kai Luehrs-Kaiser/Gerald Sommer (Hrsgg.): „Flügel und Extreme“: Aspekte der geistigen Entwicklung Heimito von Doderers (Schriften der Heimito von Doderer-Gesellschaft; 1). Würzburg: Königshausen & Neumann 1999 (ISBN 3-8260-1514-2).
- Gerald Sommer/Kai Luehrs-Kaiser (Hrsgg.): „Schüsse ins Finstere“: Zu Heimito von Doderers Kurzprosa (Schriften der Heimito von Doderer-Gesellschaft; 2). Würzburg: Königshausen & Neumann 2001 (ISBN 3-8260-2076-6).
- Gerald Sommer (Hrsg.): „Modus vivendi“. Vom Hin und Her des Dichters Heimito von Doderer. Landshut: Stadt Landshut 2003 (ISBN 3-927612-16-2).
- Gerald Sommer (Hrsg.): Gassen und Landschaften: Heimito von Doderers „Dämonen“ vom Zentrum und vom Rande aus betrachtet (Schriften der Heimito von Doderer-Gesellschaft; 3). Würzburg: Königshausen & Neumann 2004 (ISBN 3-8260-2921-6).

### Sonstige Publikationen (Auswahl)
- Kai Luehrs[-Kaiser]/Gerald Sommer: „Nach Katharsis verreist. Heimito von Doderer und der Nationalsozialismus“. In: Christiane Caemmerer/Walter Delabar (Hrsgg.): Dichtung im Dritten Reich? Zur Literatur in Deutschland 1933–1945. Opladen: Westdeutscher Verlag 1996 (ISBN 3-531-12738-1), S. 53–75.
- Gerald Sommer: „Doderer und Weininger. Anmerkungen zur produktiven Rezeption höchst fragwürdiger Ideologeme“. In: Kai Luehrs[-Kaiser] (Hrsg.): „Excentrische Einsätze“: Studien und Essays zum Werk Heimito von Doderers. Berlin - New York: de Gruyter 1998 (ISBN 3-11-015198-7), S. 292–301.
- Gerald Sommer: „Sündenbock und Prügelknabe. Antisemitismus und Antibochewismus bei Heimito von Doderer“. In: Kai Luehrs (Hrsg.): „Excentrische Einsätze“: Studien und Essays zum Werk Heimito von Doderers. Berlin – New York: de Gruyter 1998 (ISBN 3-11-015198-7), S. 39–51.
- Gerald Sommer: „Basil – Doderer – Gütersloh: Kleiner Traktat über zwei Katheten und eine Hypotenuse“. In: Volker Kaukoreit/Wendelin Schmidt-Dengler (Hrsgg.): Otto Basil und die Literatur um 1945. Tradition – Kontinuität – Neubeginn. Wien: Zsolnay 1998 (Profile 1 (1998), H. 2) (ISBN 3-552-04894-4), S. 37–55.
- Gerald Sommer: „Der Autor als Kalligraph. Zur Handschrift Heimito von Doderers“. In: Wilhelm Hemecker (Hrsg.): Handschrift. Wien: Zsolnay 1999 (Profile 2 (1999), H. 4) (ISBN 3-552-04947-9), S. 71–84.
- Wendelin Schmidt-Dengler/Gerald Sommer: „Heimito von Doderer: Historisch-kritische Edition der 'Dämonen'“. In: Bernhard Fetz/Klaus Kastberger (Hrsgg.): Von der ersten zur letzten Hand. Theorie und Praxis der literarischen Edition. Wien u. Bozen: Folio 2000 (ISBN 3-85256-155-8), S. 121–127.
- Gerald Sommer: „Der Fall Bachmann. Zu einem Brief Heimito von Doderers an seinen Lektor Horst Wiemer“. In: Heinz Ludwig Arnold (Hrsg.): Heimito von Doderer. München: edition text + kritik 2001 (TEXT + KRITIK; 150) (ISBN 3-88377-664-5), S. 32–36.
- Gerald Sommer: „So also rannten die beiden dort auf dem Sande umher“. Zur Darstellung von Sport und Spiel in den Werken Heimito von Doderers. In: Heinz Ludwig Arnold (Hrsg.): Heimito von Doderer. München: edition text + kritik 2001 (TEXT + KRITIK; 150) (ISBN 3-88377-664-5), S. 79–89.
- Gerald Sommer: „'En guise de somnifère' – au cours d?une 'beuverie' – 'pour se remettre en selle': toutes les occasions sont bonnes pour boire. La consommation d’alcool et ses conséquences dans l’oeuvre de Heimito von Doderer“. In: Hélène Barrière/Nathalie Peyrebonne (Hrsgg.): L'ivresse dans tous ses états en littérature. Arras: Artois Presses Université 2004 (Lettres et civilisations étrangères) (ISBN 2-84832-016-8), S. 35–54.
- Gerald Sommer: „In der Vergangenheit der Fiktion ist die Zukunft schon Geschichte. Offene und versteckte Zukunftsperspektiven in Heimito von Doderers Roman 'Die Dämonen'“. In: Thomas Köhler/Christian Mertens (Hrsgg.): Justizpalast in Flammen. Ein brennender Dornbusch. Das Werk von Manès Sperber, Heimito von Doderer und Elias Canetti angesichts des 15. Juli 1927. Wien u. München: Verlag für Geschichte und Politik/Oldenbourg Wissenschaftsverlag 2006 (ISBN 3-486-57937-1), S. 151–164.